# Schmitten im Taunus
Schmitten im Taunus (2021. augusztus 25. előtt csak Schmitten ) (németül Gemeinde Schmitten im Taunus) község Németországban, Hessen tartományban. Lakosainak száma 9575 fő (2023. december 31.).

## Népesség
A település népességének változása:
| Lakosok száma | 9379 | 9433 | 9478 | 9563 | 9575 |
|               | 2017 | 2019 | 2021 | 2022 | 2023 |